# Мегаспорт арена
Мегаспорт арена (рус. Дворец спорта «Мегаспорт») вишенаменска је арена у Москви, Русија. Отворена је 2006. године и има капацитет за око 14.500 људи. Пре свега се користи за утакмице хокеја на леду. Домаћи је терен руској хокејашкој репрезентацији, као и УХК Динамо Москва, који игра у Континенталној хокејашкој лиги. Заједно са ареном Митишчи, арена Мегаспорт је делила организацију Светског првенства у хокеју на леду 2007.